# Masters de Roma 2004

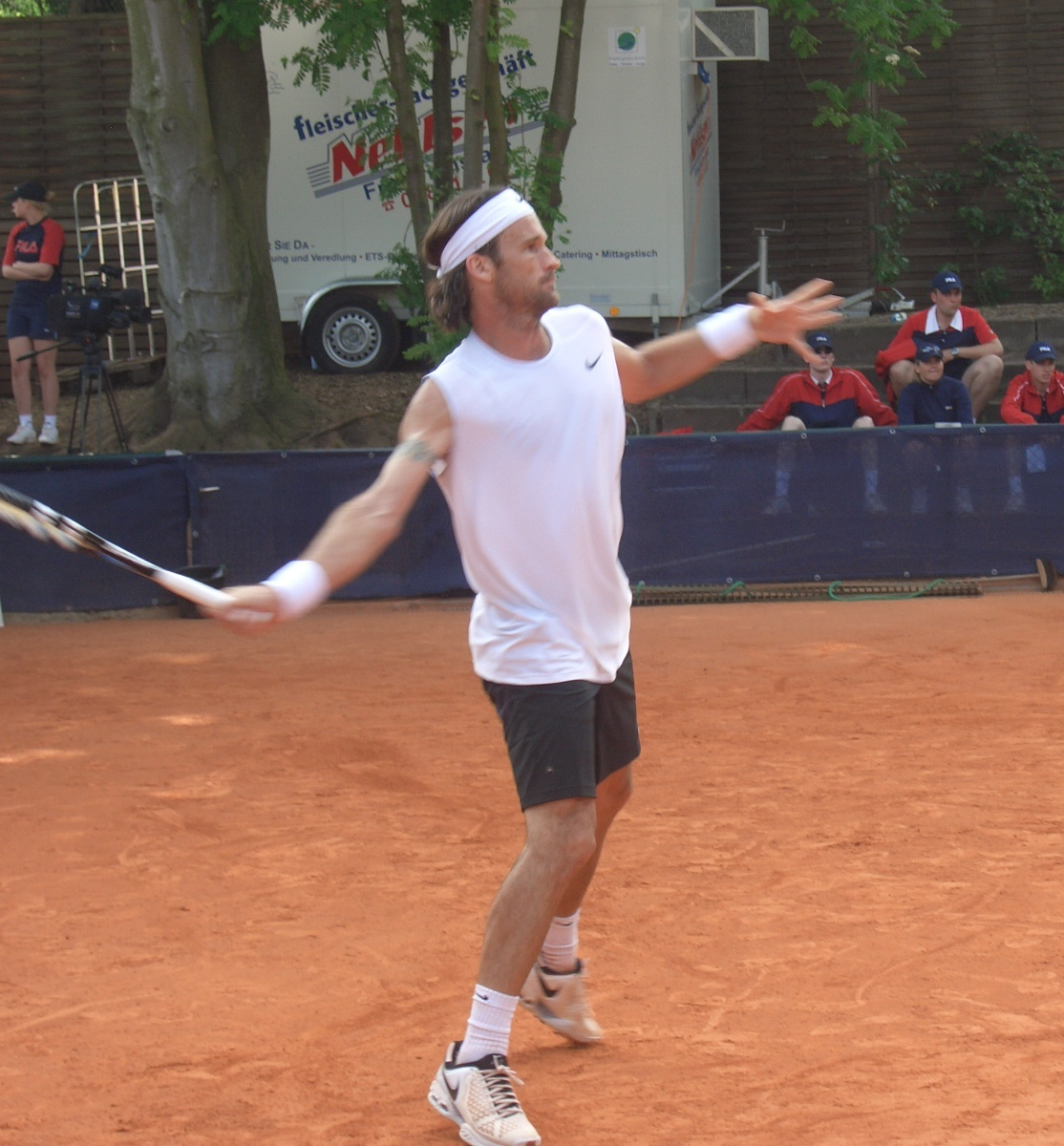
Carlos Moyá, vencedor en categoría masculina.

El Internazionali BNL d'Italia 2004 fue la edición del 2004 del torneo de tenis Masters de Roma. El torneo masculino fue un evento de los Masters Series 2004 y se celebró desde el 3 de mayo hasta el 9 de mayo.  El torneo femenino fue un evento de la Tier I 2004 y se celebró desde el 10 de mayo hasta el 16 de mayo.

## Campeones

### Individuales Masculino
Carlos Moyá vence a  David Nalbandian, 6–3, 6–3, 6–1

### Individuales Femenino
Amélie Mauresmo vence a  Patty Schnyder, 3–6, 6–3, 7–6(8–6)

### Dobles Masculino
Mahesh Bhupathi /  Max Mirnyi vencen a  Wayne Arthurs /  Paul Hanley, 2–6, 6–3, 6–4

### Dobles Femenino
Nadia Petrova /  Meghann Shaughnessy vencen a  Virginia Ruano Pascual /  Paola Suárez, 2–6, 6–3, 6–3